# Médée (mythologie)
Pour les articles homonymes, voir Médée (homonymie).
Dans la mythologie grecque, Médée (en grec ancien Μήδεια / Mếdeia, en latin Medea) est la fille d'Éétès (roi de Colchide) et d'Idyie (la plus jeune des Océanides).
Elle joue un rôle déterminant dans le mythe des Argonautes et est responsable du parricide de Pélias.

## Étymologie
Le nom de Médée a été rapproché du verbe grec μήδομαι / mêdomai « méditer ».
Il se rattache à la racine indo-européenne *med-, *mēd- qui s'applique à la médecine en latin, en avestique et en celtique dans le nom du dieu médecin irlandais Airmed.

## Le mythe

### La version commune du mythe (Euripide, Apollonios)

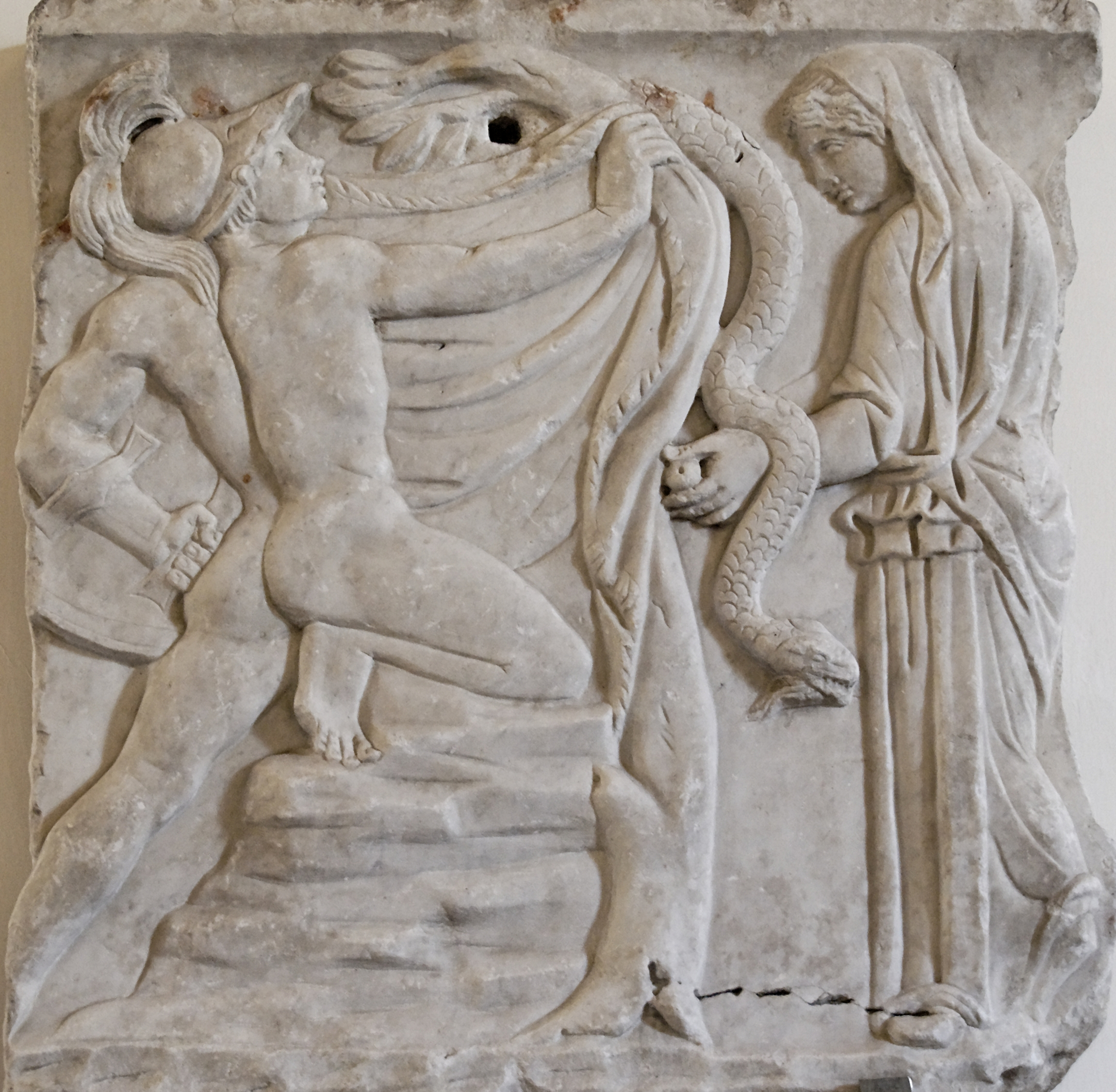
Jason s'emparant de la toison d'Or, fragment de sarcophage. Marbre de Luni, œuvre romaine, deuxième moitié du

Dans sa version classique, issue notamment de la tragédie d'Euripide et du poème d'Apollonios de Rhodes, la légende de Médée, particulièrement sombre, est constituée d'une succession de meurtres ponctuée d'une série de fuites à travers la Grèce.

#### Arrivée des Argonautes en Colchide
L'histoire de Médée débute avec l'arrivée des Argonautes en Colchide, menés par Jason venu chercher la Toison d'or afin de récupérer son trône usurpé par son oncle Pélias, roi d'Iolcos. La Toison est détenue par le roi de Colchide, Éétès, père de Médée et frère de Circé, qui accepte de la lui remettre à condition que Jason accomplisse trois tâches : dompter deux énormes taureaux aux sabots et aux cornes d'airain, crachant du feu par les naseaux ; forcer les deux bêtes à labourer un champ à l'aide d'une charrue ; enfin, semer dans les sillons un sac de dents de dragons qui germeront et donneront naissance à une armée de guerriers d'une puissance phénoménale. Éétès n'a pas l'intention de céder son trésor et pense envoyer Jason à la mort en lui imposant ces épreuves insurmontables.
Mais Médée, sa fille, est tombée amoureuse de Jason. Elle le retrouve en cachette et lui propose de mettre ses pouvoirs de magicienne à son service, lui avouant qu'elle l'aime. Touché, Jason promet de lui rendre hommage au-delà des frontières, de faire connaître son nom autant qu'il le peut. Voyant l'émotion et la douceur de la jeune fille, il propose de l'emmener avec lui et de l'épouser. Médée n'accepte pas dans un premier temps, doutant de la possibilité d'une telle entreprise, notamment du fait que sa famille méprise le bel Argonaute. Jason finit toutefois par la convaincre. Séduit, le héros parvient à accomplir les tâches fixées. Il dompte les taureaux après avoir été rendu invincible grâce à une pommade de Médée. Après avoir labouré le champ et fait jaillir de terre l'armée de guerriers, il jette une pierre parmi eux, sur les conseils de Médée, pour qu'ils croient être attaqués par leurs propres compagnons et s'entretuent jusqu'au dernier.

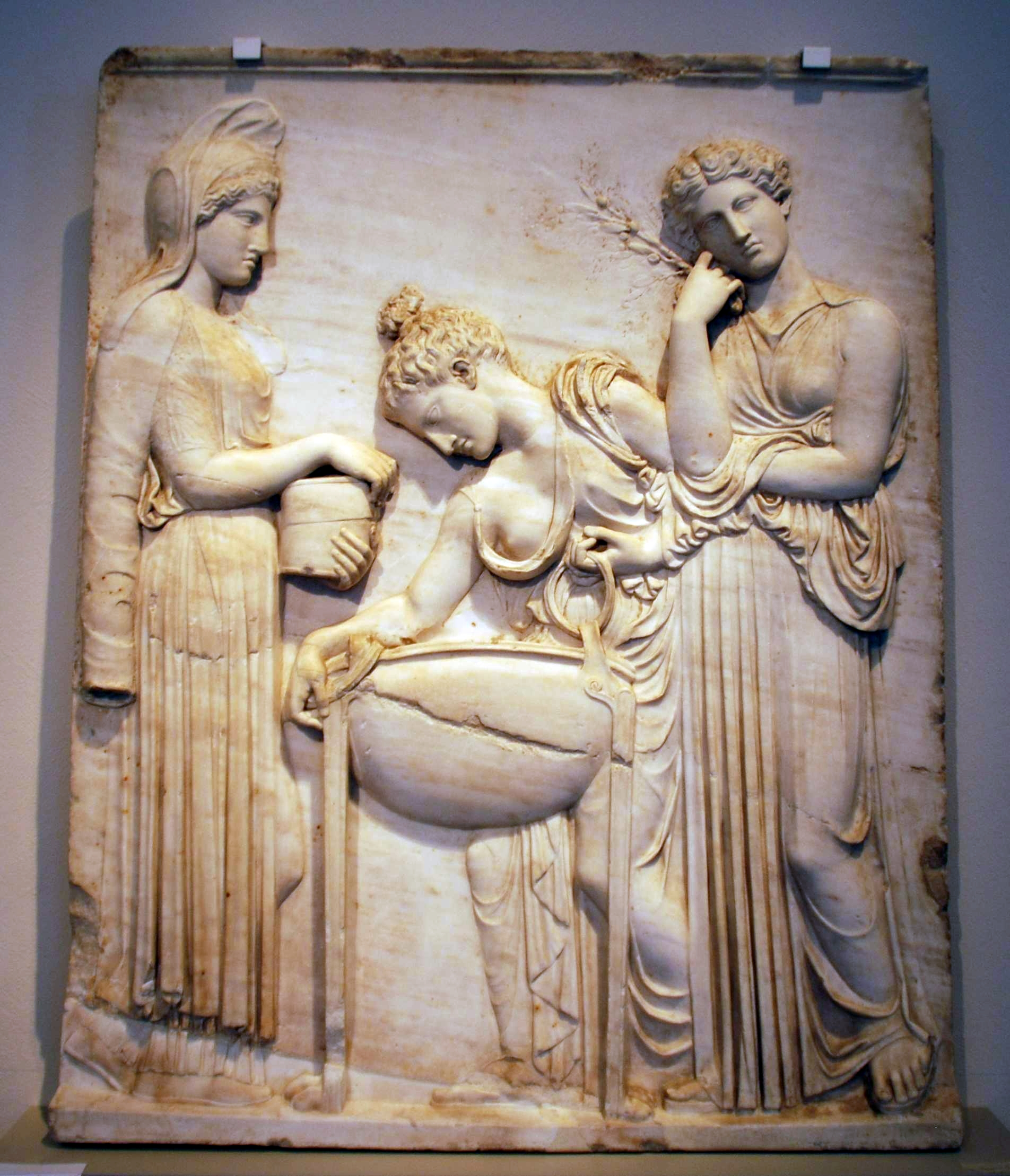
Médée (à gauche) avec deux Péliades. Copie d'un relief de la période autour de 420 dans la collection des Antiquités (Antikensammlung) de Berlin.

Jason réclame maintenant son dû à Éétès. Celui-ci, furieux, non seulement refuse de lui donner la Toison d'or, mais le menace de mort. Jason, Médée et les Argonautes s'emparent de la Toison et fuient la Colchide. Médée a emmené avec elle en otage Absyrte, son frère cadet (ou demi-frère suivant les versions). Éétès se lance à leur poursuite avec sa flotte. Médée favorise alors la fuite des Argonautes en tuant et dépeçant Absyrte : elle le découpe en morceaux qu'elle jette derrière elle, retardant ainsi les poursuivants qui s'arrêtent pour récupérer les membres de sa dépouille et lui offrir une sépulture digne. Jason, Médée et les Argonautes sèment ainsi leurs poursuivants et regagnent Iolcos.

#### Retour à Iolcos
Jason constate que Pélias a profité de son absence pour tuer son père et se débarrasser de sa famille. Il demande à Médée de l'aider à se venger. Celle-ci va trouver les quatre filles de Pélias et se fait passer pour une envoyée d'Artémis (déesse de la chasse et de la nature sauvage, mais aussi de l’accouchement), chargée d'offrir une nouvelle jeunesse à leur vieux père. Face à l'incrédulité des jeunes filles, la magicienne prépare un chaudron d'eau bouillante, y jette des herbes magiques, et se fait apporter un vieux bélier qu'elle découpe en morceaux jetés ensuite dans la marmite. Alors surgit de l'eau bouillonnante un petit agneau. Médée remet aux filles émerveillées les herbes magiques, leur disant de faire la même chose avec leur père. Celles-ci se rendent dans ses appartements et lui soumettent l'idée de Médée. Pélias, horrifié par la proposition et furieux que ses filles soient aussi naïves, les chasse. Mais aveuglées par leur désir de rajeunir leur père, elles  l'immobilisent, puis l'égorgent. Elles le démembrent et jettent les morceaux dans l'eau bouillante mêlée d'herbes magiques. Pélias ne ressuscite bien sûr pas et ses filles sont maudites par les Érinyes, déesses de la vengeance, pour ce parricide.

#### Séjour à Corinthe

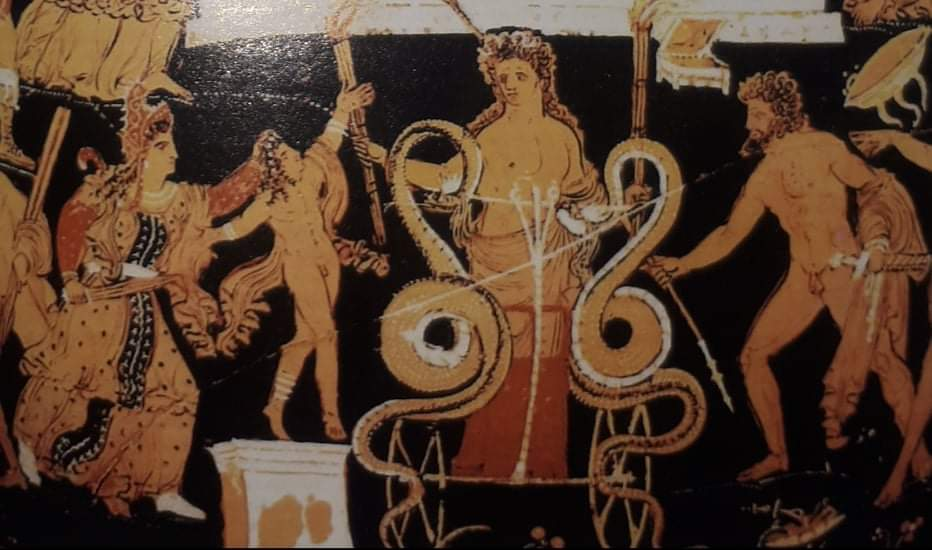
Cratère à volute à figures rouges des Pouilles, attribué au peintre du monde souterrain, vers 330 - 310 Détail montrant Médée, vêtue de vêtements orientaux typiques ; Médée saisit par les cheveux l'un de ses fils et s'apprête à le tuer sur un autel (l'autre fils est secouru par un soldat, à gauche). Au centre se trouve le grand-père de Médée, le dieu Hélios, traîné par deux serpents. Inscription : ΟΙΣΤΡΟΣ signifiant « frénésie » ou « manie », peut-être une description de l'état de Médée. Jason se précipite de la droite, barbu et tenant une lance et une épée.

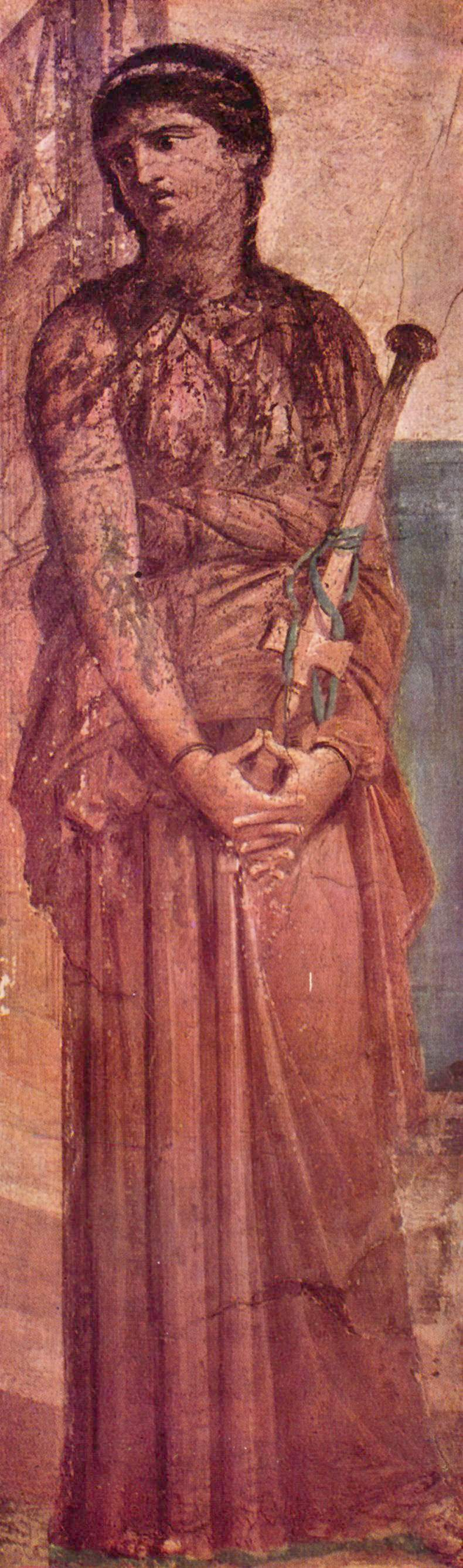
Médée, peinture murale romaine, v. 70-79, Galleria Nazionale di Capodimonte (Naples).

Médée est dénoncée par les filles de Pélias : Jason et elle sont bannis d'Iolcos par Acaste, fils de Pélias. Ils se réfugient à Corinthe, où ils sont accueillis par le roi Créon. Jason et Médée y vivent paisiblement quelques années, donnant naissance à deux fils, Merméros et Phérès.
Mais Jason tombe amoureux de la fille de Créon, Créuse. Le roi, n'ayant pas d'héritier, accepte volontiers cette union, se réjouissant que Jason devienne son successeur. Celui-ci répudie alors Médée et épouse Créuse en secondes noces.
Médée est anéantie : l'homme pour l'amour duquel elle a trahi son père et son pays, et tué son frère, se débarrasse d'elle. De plus, rejetée par les Corinthiens parce que étrangère, elle est chassée de la ville avec ses deux enfants. Médée se venge en tuant sa rivale : elle offre à Créuse une tunique magique qui, à peine enfilée, s'enflamme, brûlant la jeune mariée ainsi que son père, puis elle incendie le palais. Possédée par une folie vengeresse et meurtrière et malgré les tentatives de sa nourrice, Médée poignarde Merméros et Phérès, les enfants qu'elle a eus du traître Jason.

#### Fuite vers Athènes puis retour en Colchide
Menacée de mort par les Corinthiens, Médée trouve refuge auprès d'Égée, roi d'Athènes. Ce dernier désire ardemment un fils et accepte de l'épouser après que Médée lui a promis de lui donner un héritier. Un enfant, Médos, naîtra effectivement peu après, pour qui Médée espère un destin royal.
Cependant, l'arrivée de Thésée, premier fils d'Égée, à Athènes bouleverse ses plans. Après plusieurs tentatives infructueuses pour l'écarter, Médée convainc son époux que Thésée est un imposteur et qu'il faut l'empoisonner. Le drame est évité de justesse : Égée reconnaît au dernier moment son fils à son épée et aux sandales qu'il lui avait léguées. Démasquée, Médée s'empare alors du trésor d'Athènes, dont une grande quantité de diamants. Dans sa fuite sur son char de feu tiré par des serpents, elle laisse échapper la moitié de ce butin royal.
Médée et son fils Médos se dirigent vers la Colchide dont le trône est alors occupé par Persès, qui avait détrôné son frère Éétès après la fuite des Argonautes. Elle le tue et restitue le pouvoir à Éétès. La fin de la vie de Médée est peu connue, car la version d'Euripide ne précise rien sur la fin de sa vie ni sur sa mort.

### Variantes du mythe

#### Fuite de Jason et Médée
Le retour se fait par différentes routes selon les sources :
- la même qu'à l'aller (la plus évidente) ou bien une route par les côtes septentrionales du Pont Euxin (mer Noire), par la Tauride antique et par la Scythie Mineure où Absyrte est tué et tranché en morceaux à Tomis (nom qui signifie « tranché » en grec)[6] pour retarder la flotte d'Éétès[7] ;
- une fuite par le Pont Euxin, l'Istros (Danube) et ensuite l'Éridan avec, concernant ce dernier fleuve, trois variantes (dans la géographie mythique, les principaux fleuves d'Europe sont connectés entre eux[8]) :
  - si l'Éridan est le Pados (Pô), retour par l'Adriatique[9] ;
  - après le Pô, si l'Éridan est le Rhodanos (Rhône), retour par le Léman (même étymologie grecque que le mot liman : lagune, littoral), la mer Tyrrhénienne, la côte italienne et la Libye[2] ;
  - après le Pô, si l'Éridan est le Rhenos (Rhin), retour par la mer Boréale (mer du Nord) à travers les tempêtes hivernales qui permettent leur héroïsation collective, puis par les « colonnes d'Hercule », autre détroit où pourraient se trouver des « Symplégades »[10].

#### Mort de Médée et fin de ses aventures
- Chez Hésiode, les quatre grands-parents de Médée sont des divinités. Médée est donc elle aussi une immortelle[11]. Euripide semble la traiter comme une femme humaine et donc mortelle, malgré une scène finale s'apparentant à une apothéose maléfique. Chez Apollonius, Médée est aussi humaine et mortelle malgré une ascendance partiellement divine.

- Les dernières étapes de la vie de Médée sont également sujettes à de nombreuses variantes. Hérodote lui connaît ainsi une autre fin : après avoir fui Athènes sur son char volant en compagnie de son fils Médos, Médée s'installe sur le plateau iranien parmi un peuple appelé les Aryens, qui prend alors le nom de Mèdes en référence à Médée[12]. Chez Diodore de Sicile[13], Médée n'a pas d'enfant à Athènes et, après la découverte de son complot contre Thésée, Égée la fait raccompagner par une armée jusque dans un pays de son choix. Elle choisit la Phénicie, d'où elle s'éloigne ensuite en Asie et y épouse un roi illustre qui lui donne un fils, Médos, qui hérite du trône et donne à son peuple le nom de Mèdes.

#### Rapports avec Jason et les Argonautes
- Couple formé avec Jason. La paternité de Médos est sujette à débats selon les auteurs. Le premier à le mentionner est Hésiode[14], pour qui Médos est le fils de Médée et Jason. Les sources imputant la paternité de Médos à Égée ou à un roi arien sont toutes ultérieures à Euripide. Plus généralement, ni Hésiode ni Pindare, ni aucun auteur antérieur à Euripide ne signalent que le couple formé par Médée et Jason se serait séparé, ou que Médée aurait eu des enfants avec d'autres hommes (voir ci-dessous l'absence d'infanticide dans les plus anciennes versions du mythe). Chez Hésiode, l'histoire de Médée et Jason s'achève à Iolcos, où ils parviennent à chasser Pélias et reconquérir le trône.

- Rôle dans l'expédition des Argonautes. Hésiode ne donne pas d'importance particulière à Médée dans la quête de la Toison d'Or. Son rôle dans l'expédition des Argonautes devient majeur dans les Pythiques de Pindare (quatrième Pythique, en -462)[15]. Il ne semble pas qu'il soit question du meurtre d'Absyrte chez les premiers auteurs à avoir évoqué l'expédition des Argonautes.

#### Absence d'infanticide dans les premières versions du mythe

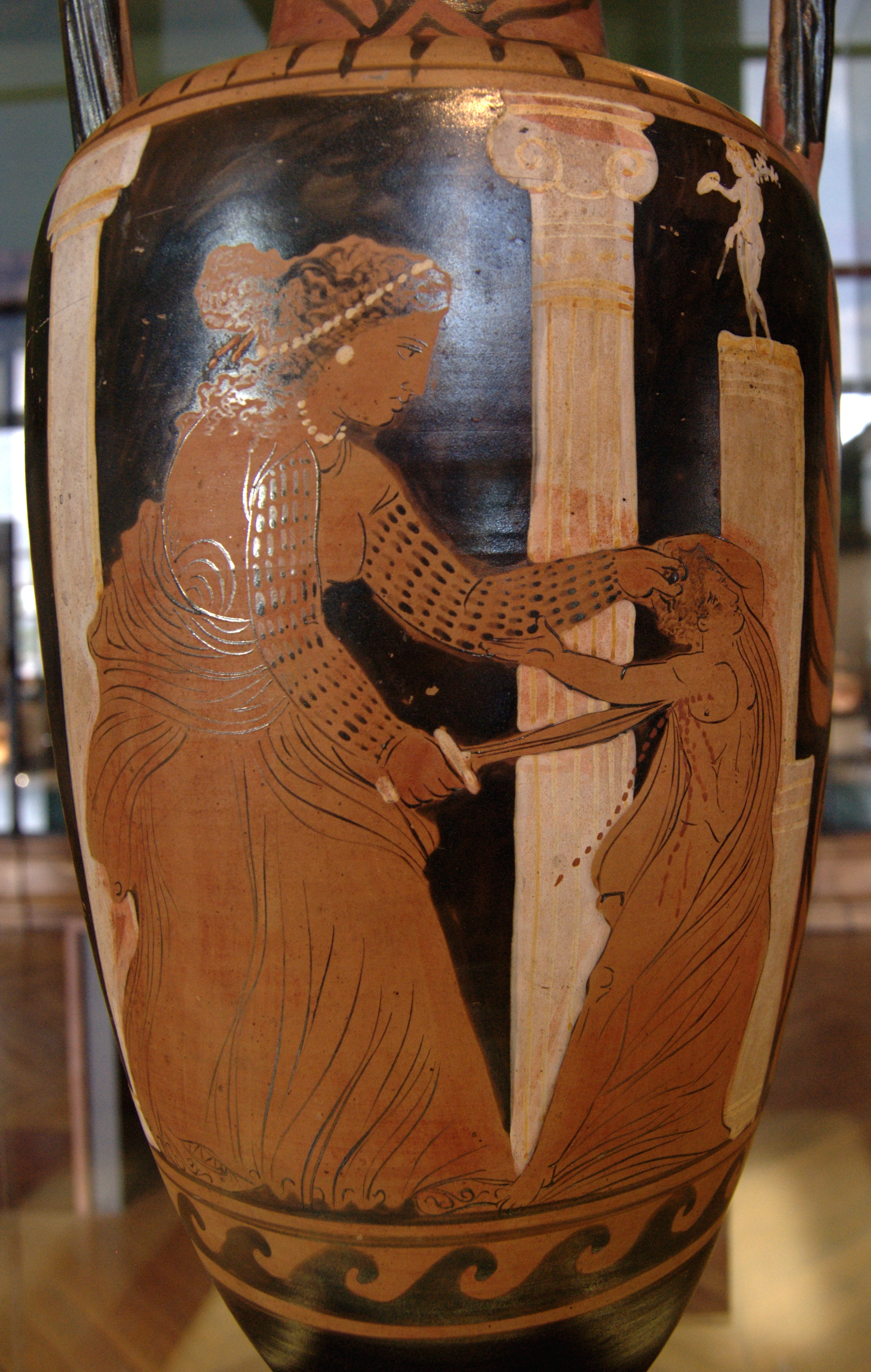
Médée tue l'un de ses enfants (Louvre).

Il semble que les premières variantes du mythe n'aient pas toutes été aussi négatives pour le personnage de Médée.
La plus ancienne mention d'un séjour de Médée à Corinthe se trouve dans les fragments des Corinthiaques d'Eumélos de Corinthe. Dès cette occurrence, l'épisode corinthien connaît une fin funeste, avec la mort des enfants de Médée et Jason, sans que Médée soit une meurtrière pour autant. Chez Eumélos, Hélios a offert le trône de Corinthe à son fils Éétès. Médée, alors reine de Iolcos avec Jason, est appelée par les Corinthiens pour gouverner directement la ville à la place des légats de Colchide, avec l'accord d'Éétès. Il ne semble pas y avoir de différend entre celui-ci et Jason, qui est couronné roi de Corinthe avec son épouse. C'est dans le temple d'Héra à Corinthe que les deux enfants de Jason et Médée trouvent la mort, au cours d'un sortilège lancé par leur mère pour leur faire partager l'immortalité qu'elle tient de son ascendance divine. La mort accidentelle de leurs enfants entraîne la séparation de Médée et Jason, qui retourne à Iolcos.
Créophylos de Samos, contemporain d'Homère et d'Eumélos, attribue à Médée le meurtre de Créon, mais d'après lui l'assassinat des enfants du couple est le fait de partisans du roi de Corinthe.
Une version similaire mentionnant l'assassinat des enfants de Médée par des Corinthiens est également signalée par le philologue grec tardif Parménisque : le peuple de Corinthe se serait soulevé contre Médée par refus de subir la domination d'une femme magicienne étrangère et aurait massacré les quatorze enfants de la reine, qui avaient trouvé refuge au temple d'Héra. La déesse, en conséquence, aurait puni la cité par une épidémie de peste. Depuis cette époque, chaque année, sept filles et sept garçons de l'aristocratie corinthienne devaient servir dans ce temple pour y mener des cérémonies expiatoires. Le rite aurait duré jusqu'en -146, avec la défaite de la Ligue achéenne et la prise de Corinthe par Rome. Il semble en effet que le culte d'Héra dans l'Héraion de Perachora ait compris des cérémonies expiatoires pour les enfants de Médée, sans que celle-ci soit accusée du meurtre pour autant.
Deux autres poètes eux aussi antérieurs à Euripide, Ibycos et Simonide de Céos, présentent également Médée sous un jour beaucoup plus favorable : après sa mort, la magicienne est même accueillie aux Champs Élysées ou aux îles des Bienheureux, où elle devient l'épouse d'Achille.
Sur un cratère à volutes apulien du Peintre de Darius (ca. 340 av. J.-C. - 320 av. J.-C.), on relève une variante du mythe selon laquelle Médée se serait rendue à Éleusis. Sur ce cratère aujourd'hui au musée de l'université de Princeton, Médée se trouve dans le temple d'Éleusis, comme l'atteste l'inscription ΕΛΕΥΣΙΣ ΤΟ ΙΕΡΟΝ. L'interprétation du vase par Arthur Dale Trendall laisse penser qu'il se rattache à la tradition mythologique dans laquelle Médée n'aurait pas tué ses enfants.
Pour Jean Haudry, le meurtre des enfants par leur mère reflète une légende antérieure transmise par Pausanias, qui la tenait d'Eumélos : initialement, Médée aurait tenté d'immortaliser ses enfants à leur naissance en les déposant dans le temple d'Héra à Corinthe. Mais cette tentative aurait échoué, peut-être, du fait d'une vengeance de Zeus auquel Médée s'était refusée, et Jason se serait séparée d'elle en raison de cet échec. C'est probablement à Eumélos que nous devons la fin de l’histoire, localisée à Corinthe.

## Interprétations
Alain Moreau avance que Médée est probablement un double d'Héra : au cours du récit, elle apparaît comme son instrument, voire son double humain. Il note qu'elle a également des traits communs avec Déméter : comme cette dernière, elle tente en vain d'immortaliser quelqu'un, elle utilise un char attelé de dragons ailés. L'une et l'autre s'unissent à des mortels dont les noms sont proches. Il en conclut que Médée est une hypostase de Déméter, « la Mère de la Terre ».
Pour le médecin et alchimiste allemand Michael Maier, Médée représente « la raison au conseil excellent » ou « l'intellect agent ». Il attribue à Médée, magicienne, l'art des médicaments ou poisons.
En psychanalyse, la vengeance meurtrière de Médée a donné naissance au complexe de Médée.

### Christa Wolf
Dans son roman de 1996, la romancière et essayiste allemande Christa Wolf se réfère à des sources antérieures aux textes classiques, et décharge le personnage de tout meurtre. Médée est une femme libre et étrangère, qu'on accuse d'être une magicienne dès que sa présence dérange.
La reine muette Mérope révèle à Médée le meurtre fondateur de la cité. Le caveau mortuaire caché contient un squelette d'enfant, celui d'Iphinoé, la première fille de Créon et Mérope, tuée sur l'ordre de Créon, qui redoutait son arrivée à la tête de la cité.
Cette révélation brise le silence, le faux oubli, la peur. La peste s'empare de la ville. Le peuple cherche un coupable et le trouve dans l'étrangère, vite bannie par Créon, et qui doit abandonner ses enfants. Elle les confie, furieusement, à la déesse Héra, dans son temple. Le peuple les lapide, et accuse Médée de les avoir tués.

## Évocations artistiques
- Elle ne cite pas suffisamment ses sources. Vous pouvez indiquer les passages à sourcer avec {{référence nécessaire}} ou {{Référence souhaitée}}, et inclure les références utiles en les liant aux notes de bas de page. (Marqué depuis juillet 2025)
- Elle contient une ou plusieurs listes. Le texte gagnerait à être rédigé sous la forme d’un ou plusieurs paragraphes synthétiques, afin d’être plus agréable à lire. (Marqué depuis juillet 2025)
- Elle devrait être synthétisée. Vous pouvez modifier son contenu afin de le rendre plus concis et/ou plus précis. (Marqué depuis juillet 2025)

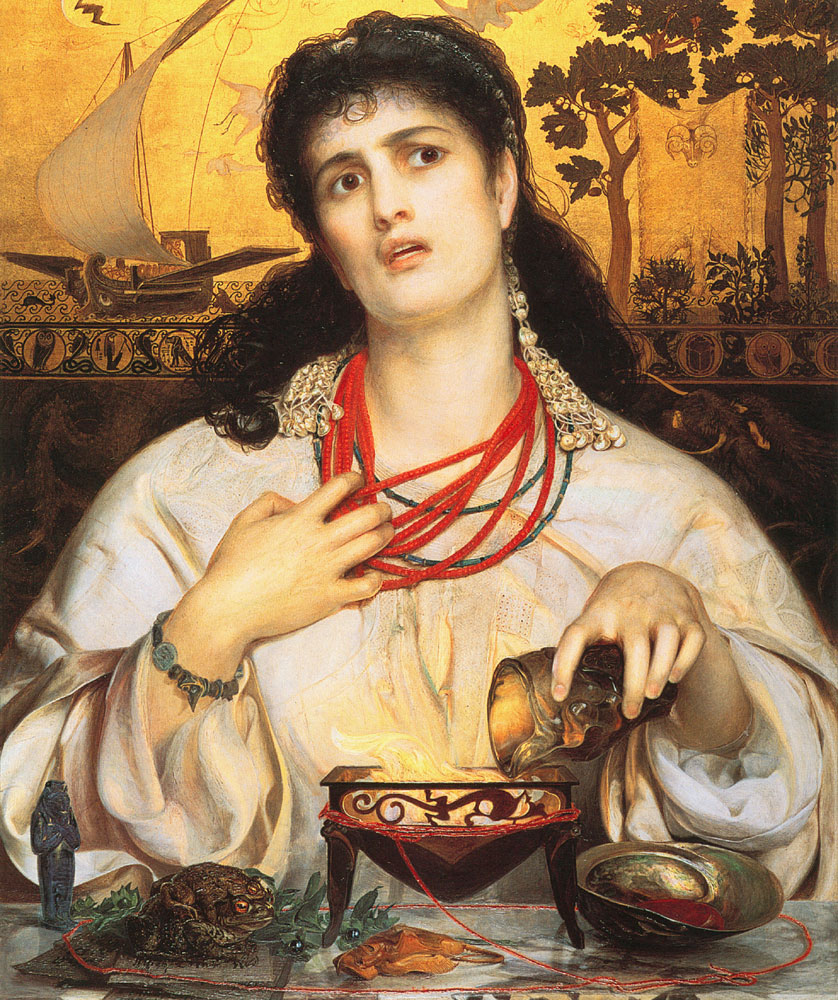
Médée, par Frederick Sandys, (1868).

Infanticide, fratricide et régicide, le personnage de Médée a inspiré de très nombreux artistes, dans tous les domaines et à toutes les époques.

### Littérature
- La Légende des femmes vertueuses, récit de Geoffrey Chaucer, écrit vers 1385.
- La Mère Médée, nouvelle de Jean-Pierre Camus, dans son recueil Les Spectacles d'horreur (1630).
- Medea, nouvelle de Paul Heyse, écrite en 1890.
- Médée, de Léon Daudet (1935).
- Médée, de Jean Anouilh (1947).
- Medea de Robinson Jeffers (1948).
- La Lionne, de Yukio Mishima (1948).
- Médée : voix, roman de Christa Wolf (1996).
- Die Frau vom Meer, de Doris Gercke (2000).
- Médée, la Colchidienne de Marie Goudot (2002).
- Mein und dein Herz : Medeia, de Nino Haratischwili (2007).
- Médée et ses enfants, de Lioudmila Oulitskaïa.
- Medea, de Pascal Quignard.
- Héros De L'Olympe: Le Héros perdu (2010) et Percy Jackson et les Héros grecs (2015), de Rick Riordan.
- L’Obscure Clarté de l’air, de David Vann (2017).
- Médée chérie, de Yasmine Chami (2018).

### Théâtre

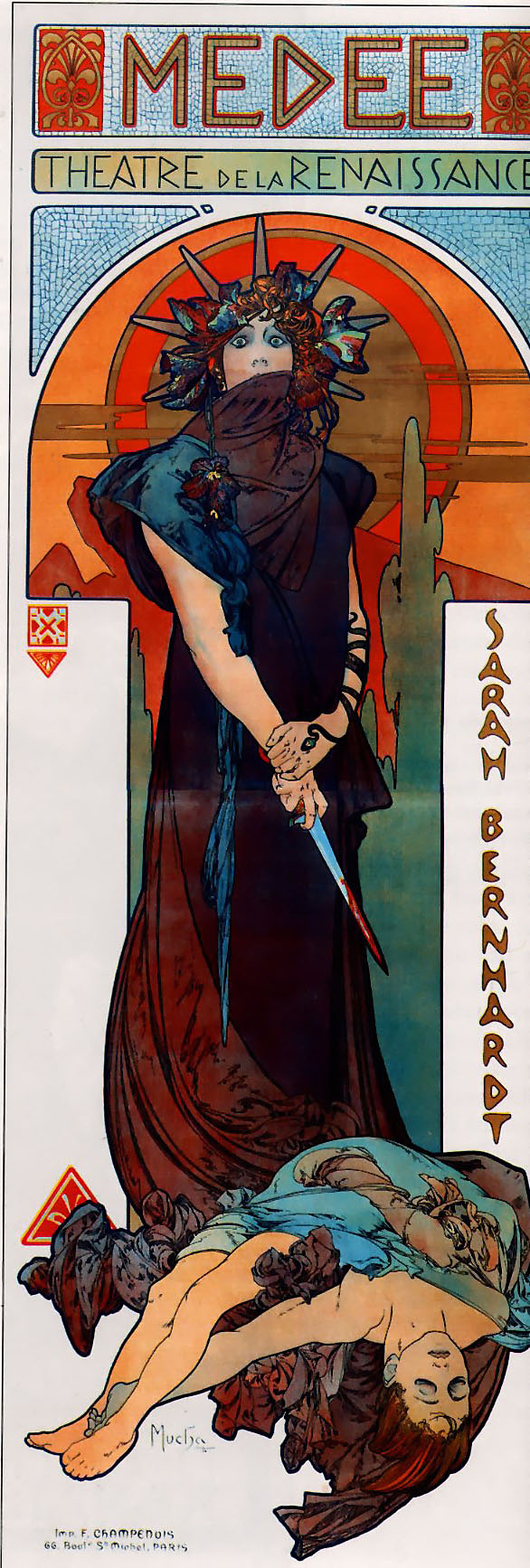
Sarah Bernhardt en Médée sur une affiche de théâtre d'Alfons Mucha, 1898.

- Médée, tragédie grecque d'Euripide (431 av. J.-C.).
- Médée, tragédie grecque de Carcinos le Jeune (380/360 av. J.-C.), version inhabituelle où Médée n'a pas tué ses enfants.
- Médée, tragédie romaine de Sénèque (Ier siècle).
- Médée, tragédie d'Hosidius Geta, sous forme de centon virgilien.
- Médée, tragédie baroque française de La Péruse, créée en 1556.
- Médée, tragédie française de Corneille, créée en 1635.
- Médée, tragédie française d'Hilaire-Bernard de Longepierre, créée en 1694 et parodiée au Théâtre-Italien sous le titre La Méchante Femme, malgré un demi-succès.
- Médée, tragédie française de Jean-Marie-Bernard Clément, créée en 1779, tombée à la création.
- Medea, troisième partie de la trilogie théâtrale Das goldene Vlies (« La Toison d'or ») de Franz Grillparzer, créée en 1821.
- Médée, tragédie en trois actes de Catulle Mendès, créée en 1898 au théâtre de la Renaissance par Sarah Bernhardt.
- Medea, pièce de Hans Henny Jahnn, créée en 1926.
- Médée, pièce de Jean Anouilh, créée en 1953.
- Medea, adaptation de la tragédie de Sénèque par Jean Vauthier, jouée en 1967 avec Maria Casarès.
- Medeamaterial, œuvre théâtrale de Heiner Müller, créée en 1974.
- Medea, pièce de Franca Rame et Dario Fo, créée en 1979.
- Médée, pièce de Max Rouquette créée en 1989, traduite de l'occitan par l'auteur en 1992.
- Medea Stimmen (Médée Voix), texte de Christa Wolf, (1997).
- Manhattan Medea de Dea Loher (1999).
- Matériau-Médée, d'après Heiner Müller, mise en scène Isabelle Pousseur, 2001, Bruxelles.
- Médée Kali, Laurent Gaudé, 2003.
- Médée-concert, mise en scène de Mathieu Boisset, 2007.
- Médée endeuillée, Sylvain Grandhay, 2010.
- Mamma Medea, Tom Lanoye, 2011, Bruxelles.
- Medealand, Sara Stridsberg, 2011.
- Médée, poème enragé, Jean-René Lemoine, 2013.
- Medeas, Lina Prosa, 2016

### Beaux-arts

#### Tableaux

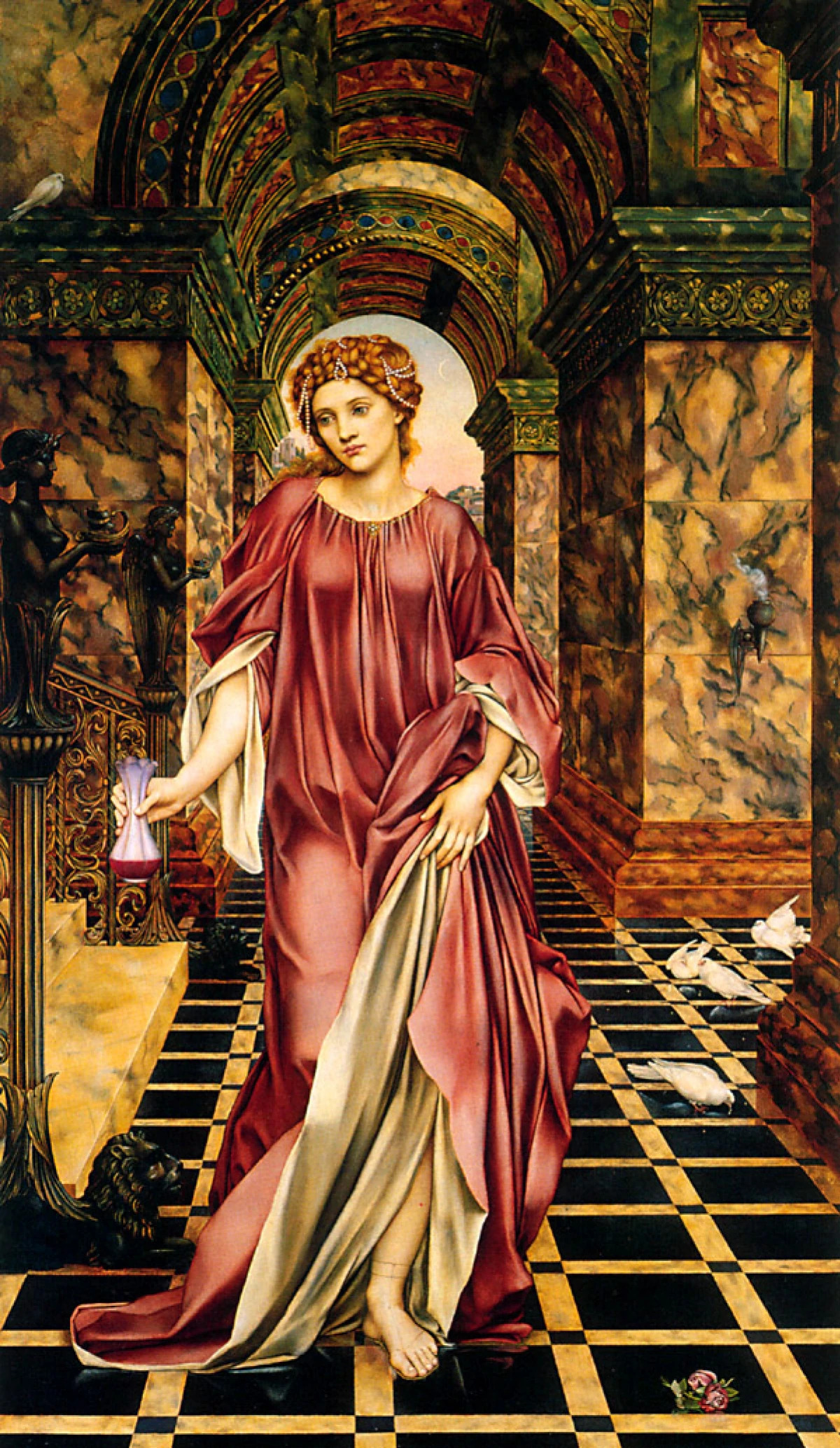
Médée par Evelyn De Morgan en 1889.

- Médée et Jason, Charles-Antoine Coypel, 1715.

- Jason jure son amour à Médée, Jean-François de Troy, 1742-1743.

- Médée et Jason neutralisant le dragon gardien de la Toison d'or, Giovanni Crosato, 1747.

- Jason et Médée, Charles André van Loo, 1757-1759.

- Mlle Clairon en Médée, Charles André van Loo, 1760.
- Vision de Médée, William Turner, huile sur toile, datant de 1828 conservée à la Tate Britain à Londres[28].
- Médée furieuse, Eugène Delacroix, 1862 , conservé au Musée du Louvre à Paris[29] ; une esquisse de 1838 se trouve au Palais des Beaux-Arts de Lille[30].

- Jason et Médée, Gustave Moreau, 1865.

- Médée, Frederick Sandys, 1866-1868.

- Médée, Henry Klagmann, 1868.
- Medea, Anselm Feuerbach, 1879.
- Médée, d'après Delacroix, Paul Cézanne, 1880-1885.
- Médée, Victor Mottez, s.d.
- Medea the Sorceress, Valentine Cameron Prinsep, 1880.
- Médée, Evelyn De Morgan, 1889.
- La toison d'or, Herbert James Draper, 1904.
- Jason et Médée, John William Waterhouse, 1907.

#### Peintures murales
- Médée, fresque, musée archéologique de Naples. Ier siècle.
- Jason et Médée. La preuve de l'agneau. Les Carracci, fresque, Bologne, Palazzo Fava. Vers 1584.
- Galerie de Médée, château d'Ancy-le-Franc, (1550-1630)[31].

#### Sculptures
- Médée, Auguste Rodin, plâtre et terre crue du Musée Rodin, 77 rue de Varenne, 75007 Paris, 1865-1870.
- Médée, Paul Gasq, marbre du Paris-Jardin des Tuileries, 1893-1896.

#### Estampes
- La Métamorphose d'Ovide figurée, Bernard Salomon, 1557.
- Histoire de la Conquête de la Toison d’or, René Boyvin d’après les dessins de Léonard Thiry, 1563.
- La Médée ou le mariage de Jason et de Créuse, Rembrandt, 1648.
- Médée, affiche d'Alfons Mucha pour la pièce de Catulle Mendès 1898.

Médée dans la peinture
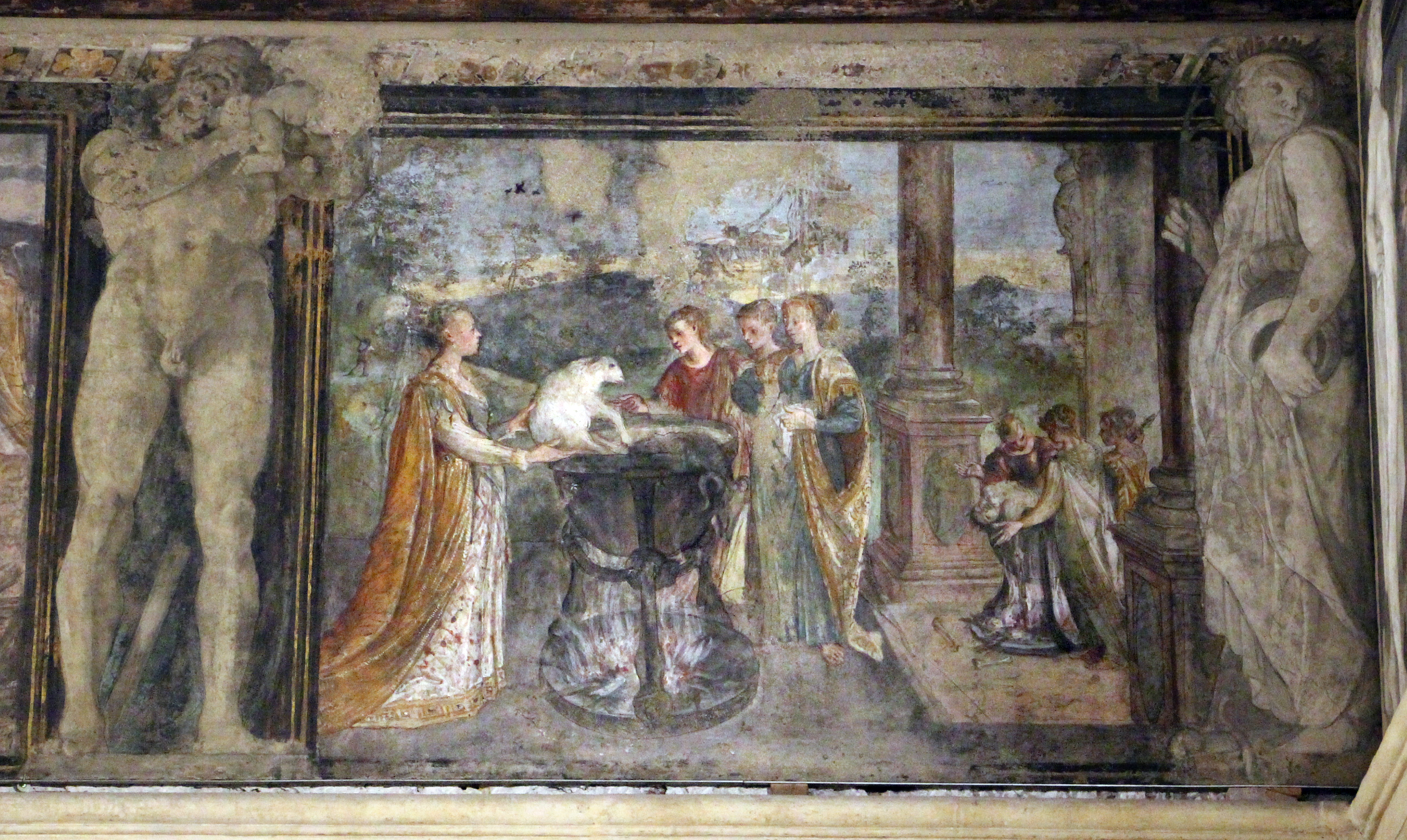
Jason et Médée. La preuve de l'agneau. Les Carracci, fresque, vers 1584, Bologne, Palazzo Fava.
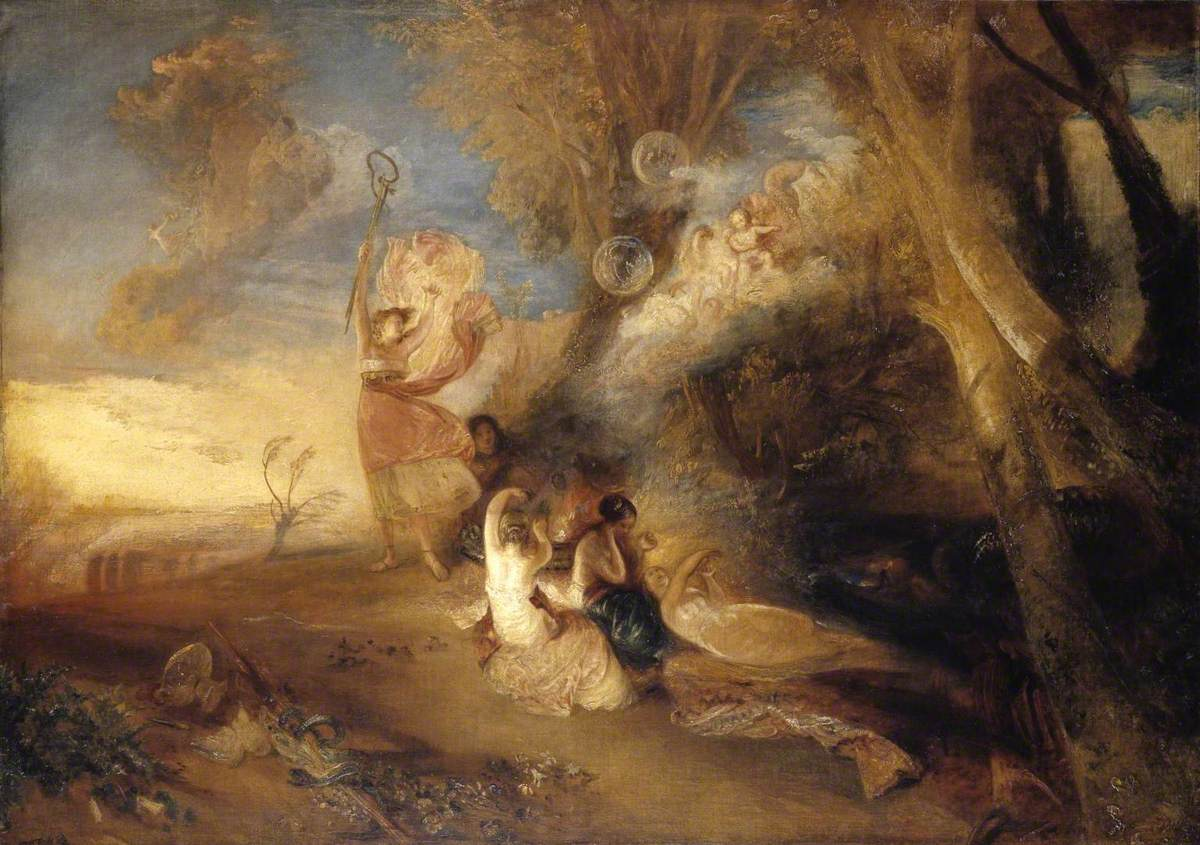
Vision de Médée, William Turner, 1828, Tate Britain, Londres.
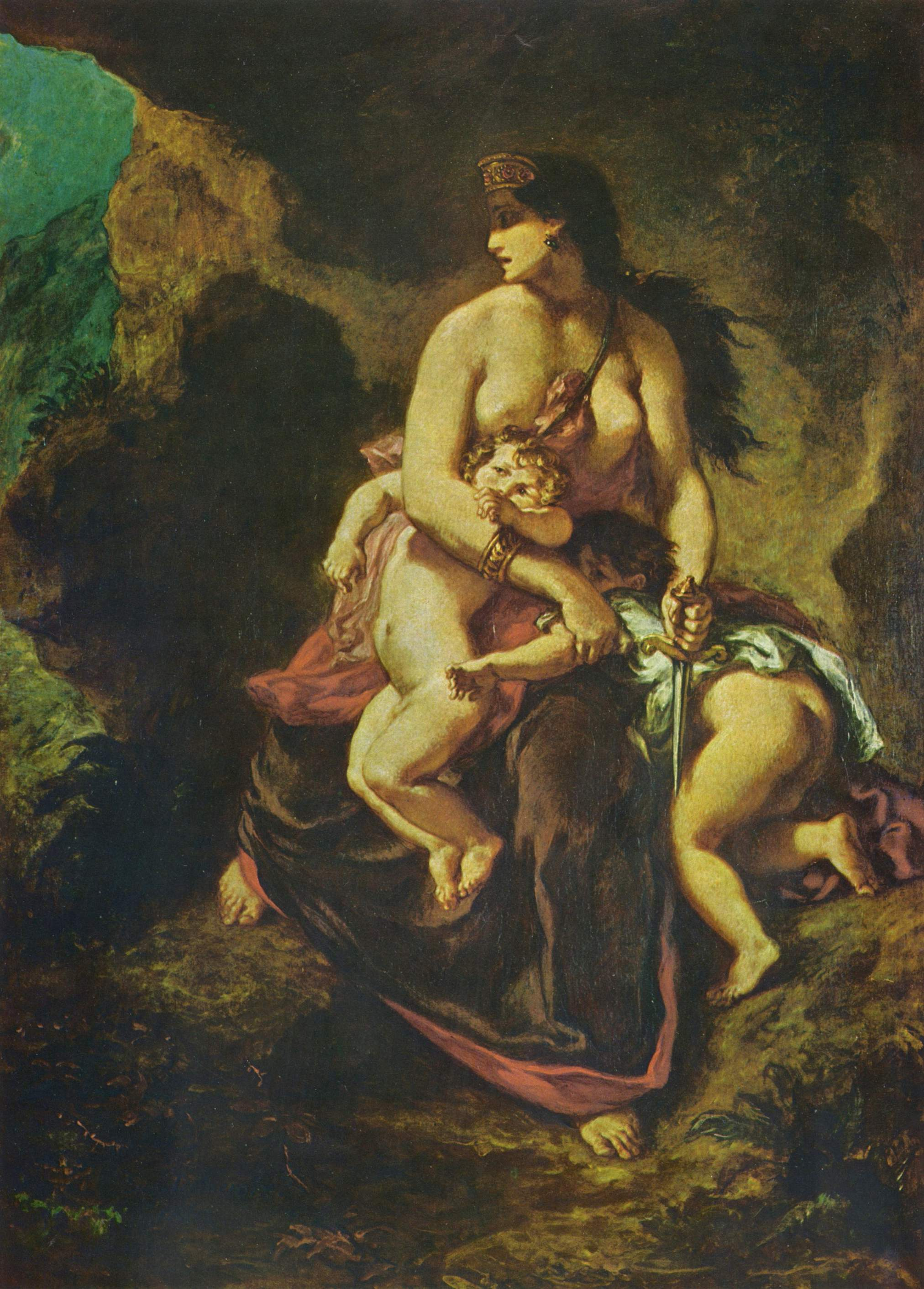
Médée furieuse, Eugène Delacroix, 1862, musée du Louvre, Paris.
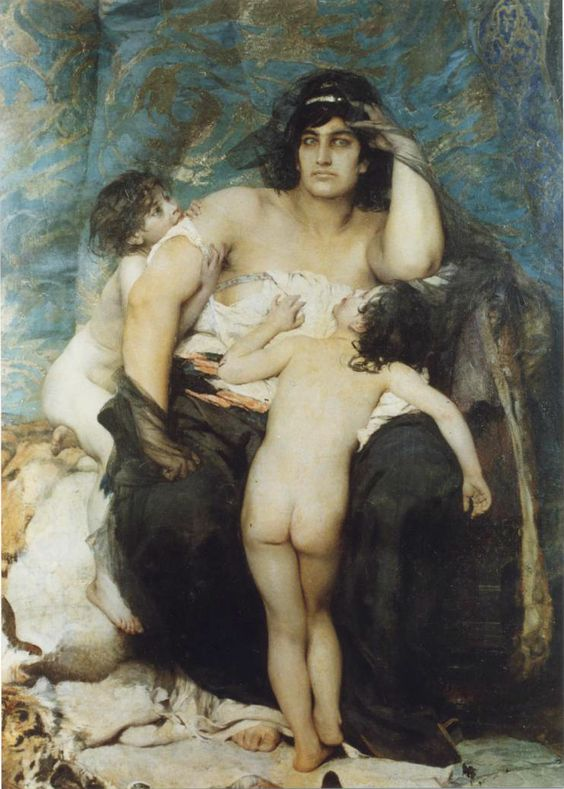
Aimé Morot, 1876 - Médée
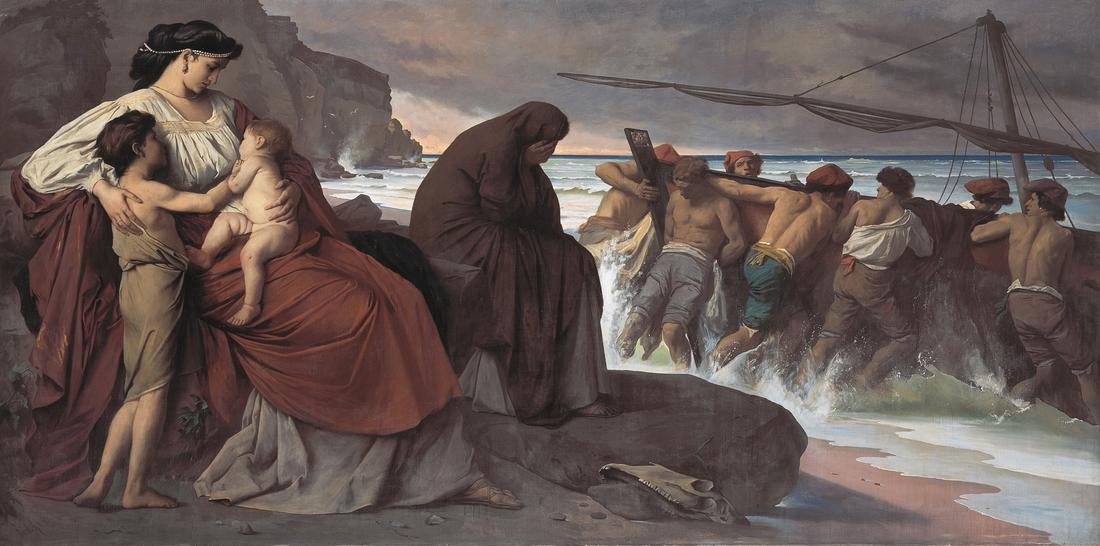
Medea (1879), Anselm Feuerbach, Neue Pinakothek, Munich.

### Musique classique
- Médée, tragédie lyrique de Marc-Antoine Charpentier, livret de Thomas Corneille, créée en 1693 ; elle n'a pas été reprise au XVIIIe siècle, car ce fut un échec ; elle a en revanche été enregistrée deux fois par William Christie (chez Harmonia Mundi avec Jill Feldman, chez Erato avec Lorraine Hunt-Lieberson) et une fois par Hervé Niquet (DVD chez Armide, version de concert, avec Stéphanie d'Oustrac). L'Opéra est repris en avril 2024 au Palais Garnier, d'après la production de l'English National Opera de Londres, sous la direction orchestrale de William Christie, la mise en scène de David McVicar, avec Léa Desandre dans le rôle titre.
- Médée et Jason, tragédie lyrique de Joseph-François Salomon, livret de l'abbé Pellegrin, créée en 1713. À l'inverse de la tragédie lyrique de Marc-Antoine Charpentier, l'œuvre eut un certain succès et fut reprise quatre fois au XVIIIe. Elle a également été parodiée au Théâtre-Italien par Biancolelli, Riccoboni et Romagnesi en 1727, par Carolet en 1737 et par Valois d'Orville en 1749 (sous le titre La Femme jalouse).
- Médée, cinquième cantate du premier livre de Louis-Nicolas Clérambault, publiée en 1710, pour voix seule et instruments (dessus et continuo).
- Médée, cantate à voix seule et symphonie de Nicolas Bernier, date de publication inconnue.
- Jason et Médée, cantate pour soprano, basse et basse continue de Philippe Courbois (1710).
- Médée, pièce du Troisième livre de pièces de clavecin de Jacques Duphly publié en 1756.
- Médée, ballet tragi-pantomime de Jean-Joseph Rodolphe, chorégraphie de Jean-Georges Noverre, créé en 1762 ; repris par le même chorégraphe avec une musique de Louis Garnier en 1776 ; un ballet parodique a aussi été écrit par Jean-Étienne Despréaux et représenté en 1780 à la cour.
- Medea, mélodrame de Georg Benda, créé en 1784.
- Medea, opéra de Felice Alessandri, créé à Paris en 1791.
- Medea in Corinta, opéra de Giovanni Simone Mayr, livret de Felice Romani, créé en 1813 ; cet opéra a été enregistré sur le vif avec Leyla Gencer dans le rôle-titre, mais le disque édité chez Myto est désormais introuvable.
- Médée, opéra de Luigi Cherubini, livret de François-Benoît Hoffmann, créé dans sa version française le 13 mars 1797. Il existe également une version italienne de cet opéra, sous le titre de Medea, reprise avec grand succès par Maria Callas.
- Medea, opéra de Saverio Mercadante, créé en 1851.
- Médée, opéra de Zdeněk Fibich, inachevé en 1865.
- Médée, suite d’orchestre  Op.47 de Vincent d’Indy en 1898.
- Médée, opéra de Darius Milhaud, créé en 1939.
- Medea, ballet op. 23, de Samuel Barber, créé en 1946 (Medea Suite for Orchestra créée en 1947 et Medea's Dance of Vengeance, op. 23a, créée en 1955).
- Medea (1967), musique de scène de Iannis Xenakis sur des textes de Sénèque, pour un chœur d'hommes et cymbales, et cinq musiciens.
- Freispruch für Medea, opéra de Rolf Liebermann.
- Médée, opéra de Gavin Bryars (1984).
- Medea, opéra de Gordon Kerry, créé en 1990-1992.
- Medea, opéra de Mikis Theodorakis, créé en 1991.
- Medeamaterial, opéra de Pascal Dusapin sur un texte de Heiner Müller, créé en 1992.
- Midea (2), opéra d'Oscar Strasnoy sur un livret d'Irina Possamai, créé en 2000 au Teatro Caio Melisso de Spolète.
- Médée, opéra de Michèle Reverdy sur un livret de Bernard Banoun et Kaï Stephan Fritsch, d'après la Médée de Christa Wolf composé de 1999 à 2001 et créé à l'Opéra de Lyon sous la direction de Pascal Rophé le 23 janvier 2003.
- Medea in Korinth, oratorio de Georg Katzer, créé en 2002.

### Musique moderne
- Medea, collectif Soundwalk, composition audio, livre, photographies et textes (2012).
- Medea, chœur en langue corse du groupe A Filetta, créé en 1997 pour une pièce de théâtre de Jean-Yves Lazennec. L'album Medea d'A Filetta est paru en 2006 chez Naïve.
- Medea, chanson du groupe allemand Vland Stut.
- My Medea, chanson de Vienna Teng.
- Medea, chanson du groupe Khoma.
- Medea, Album du groupe Ex Libris sorti en 2014 racontant l'histoire de Médée à travers une musique metal progressif.

### Chorégraphies
- Cave of The Heart par Martha Graham, 1946.
- Medea de José Granero pour le Ballet Nacional de España, musique de Manolo Sanlucar, 1984 au Teatro de la Zarzuela de Madrid
- Le Songe de Médée, ballet d'Angelin Preljocaj, musique de Mauro Lanza, 2005 à l'Opéra de Paris.

### Cinéma
- Jason et les argonautes, film anglo-américain réalisé par Don Chaffey, sorti en 1963 avec Todd Armstrong et Nancy Kovack.
- Médée, film italien de Pasolini, avec Maria Callas (1969).
- Medea, téléfilm danois de Lars von Trier, 1988.
- Médée Miracle, film français de Tonino De Bernardi, avec Isabelle Huppert (2007).
- Médée (Медея), film russe d'Aleksandr Zeldovitch avec Tinatin Dalakishvili, 2021.

### Télévision
- Les Grands Mythes, épisode 14, Médée, l'amour assassin, 2016.

### Bande dessinée
- Médée, série de Renot et Ersel (2009-2011). 3 tomes (série finie).
- Médée, série de Nancy Peña et Blandine Le Callet (2013-2019). 4 tomes (série finie).
- Jason et la toison d’or, 3/3 Les maléfices de Médée, scénario de Clotilde Bruneau, dessins d’Alexandre Jubran, (Glénat 2019) collection « La Sagesse des mythes » conçue et écrite par Luc Ferry.

### Jeux vidéo
- Dans l'extension Titan Quest: Immortal Throne du jeu Titan Quest, le joueur doit parler à la sorcière Médée pour poursuivre sa quête (2007).

### Sources antiques
- Pseudo-Apollodore, Bibliothèque [détail des éditions] [lire en ligne] (I, 9, 23-28), Épitome [détail des éditions] [lire en ligne] (I, 4 ; V, 5).
- Apollonios de Rhodes, Argonautiques [détail des éditions] [lire en ligne] (III, 248).
- Diodore de Sicile, Bibliothèque historique [détail des éditions] [lire en ligne] (IV, 45, 3 ; IV, 53, 2 ; IV, 55, 7).
- Euripide, Médée [détail des éditions] [lire en ligne] (passim).
- Hésiode, Théogonie [détail des éditions] [lire en ligne] (v. 962).
- Hygin, Fables [détail des éditions] [(la) lire en ligne] (XXV).
- Ovide, Métamorphoses [détail des éditions] [lire en ligne] (VII, 1-424).
- Pausanias, Description de la Grèce [détail des éditions] [lire en ligne] (II, 3, 8-9).
- Pindare, Odes [détail des éditions] (lire en ligne) (Pythiques, IV, 9).
- Ovide, Les Héroïdes.

### Radiographie
- Pierre Judet de La Combe, « Médée et Jason l’Argonaute, la barbare amoureuse », sur Quand les Dieux rôdaient sur la Terre, France Inter, 12 novembre 2022.
- Pierre Judet de La Combe, « Médée, l’exilée, celle qui reprend tout », sur Quand les Dieux rôdaient sur la Terre, France Inter, 19 novembre 2022.